# 休士頓·派森
休士頓·派森（Houston Person，1934年11月10日—）是美國爵士中音薩克斯風手以及唱片製作人。雖然他的音樂包含了硬博普樂與搖擺音樂（Swing music），最為人熟悉的以及最為拿手的則是靈魂爵士（soul jazz）。派森也以火力四射，略帶粗放的樂音出名。他於1982年獲得尤比·布萊克獎（Eubie Blake Jazz Award）。

## 部分作品
- Goodness! (1969) Prestige
- The Truth (1970) Prestige
- The Big Horn (1976) Muse
- Very Personal (1980) Muse
- The Party (1989) Muse
- Why Not! (1990) Muse